# Heuke

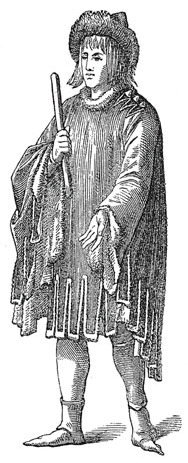
Burgunderfürst mit Heuke, 15. Jahrhundert

Die Heuke (auch: die oder der Hoike, niederdeutsch Hoyke) ist ein ärmelloser, glockenförmig geschnittener, fast wadenlanger Umhang des Mittelalters, der bei Männern über der Schulter geschlossen wurde, bei Frauen jedoch über den Kopf gelegt wurde.
Ihren Ursprung soll die Heuke in Nordafrika haben, sie wurde im 13. Jahrhundert in Südfrankreich bekannt. Erst nach 1300 kam sie auch in Norddeutschland in Gebrauch, wo sie in der ersten Hälfte des 14. Jahrhunderts als Männermantel im Bürgertum stark verbreitet war. Im 15. bis 17. Jahrhundert wurde die Heuke fast ausschließlich von wohlhabenden Bürgerinnen als Frauenmantel getragen, z. B. als Bestandteil der Bremer Tracht.
Diese Mantelart wird einfach über den Kopf gelegt und fällt über den Rücken bis zum Boden hinab. Geschlossen wird die Heuke, indem man die rechte Seite großzügig über das linke Vorderteil in Ellenbogenhöhe schlägt und dort befestigt.

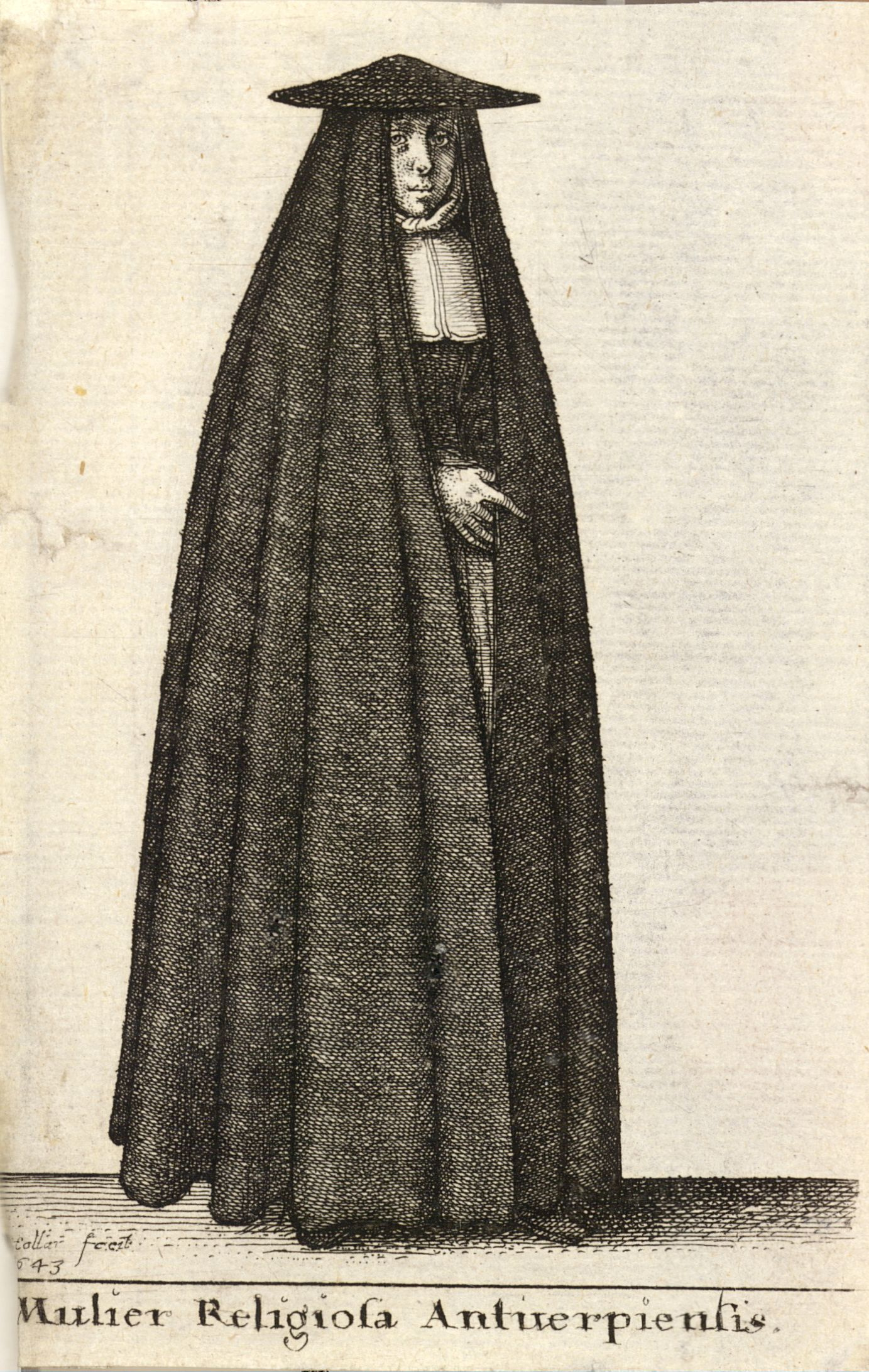
Fromme Dame aus Antwerpen mit Heuke, Mulier Religiosa Antuerpiensis (Wenzel Hollar, ca. 1630–1660)

Heuken bestanden u. a. aus dickem Wollzeug, bisweilen mit Pelz ausgefüttert. Eigentlich kragenlos, gab es für Frauen auch Varianten mit Kragen. Die Art und Weise, wie sie getragen wurde, unterschied sich in den einzelnen Regionen. In Braunschweig gab es Heuken in der Länge, dass sie auf dem Boden nachgeschleppt wurden (1409).
Bei Frauen wurde die Heuke auf dem Kopf auch mit einem Draht versteift oder mit einer Art runden Kappe auf dem Kopf befestigt. Eine besondere Variante war die Tipheuke oder Tiphoike: hierbei wurde die Heuke mit einer runden, durch ein Stück Holz verstärkten ‚Mütze‘ mit einer emporstehenden Spitze und Bommel (oder Quaste) am Kopf festgehalten. Diese Art von Tipheuke wurde von dem bekannten Kupferstecher Wenzel Hollar in seinen Kostümbildern des 17. Jahrhunderts häufiger dargestellt.
Als Regenschutz hielt sich die Heuke in abgewandelter Form in manchen Trachten bis zum Beginn des 20. Jahrhunderts.

Verschiedene Arten von Heuken (Wenzel Hollar, ca. 1630-1670)
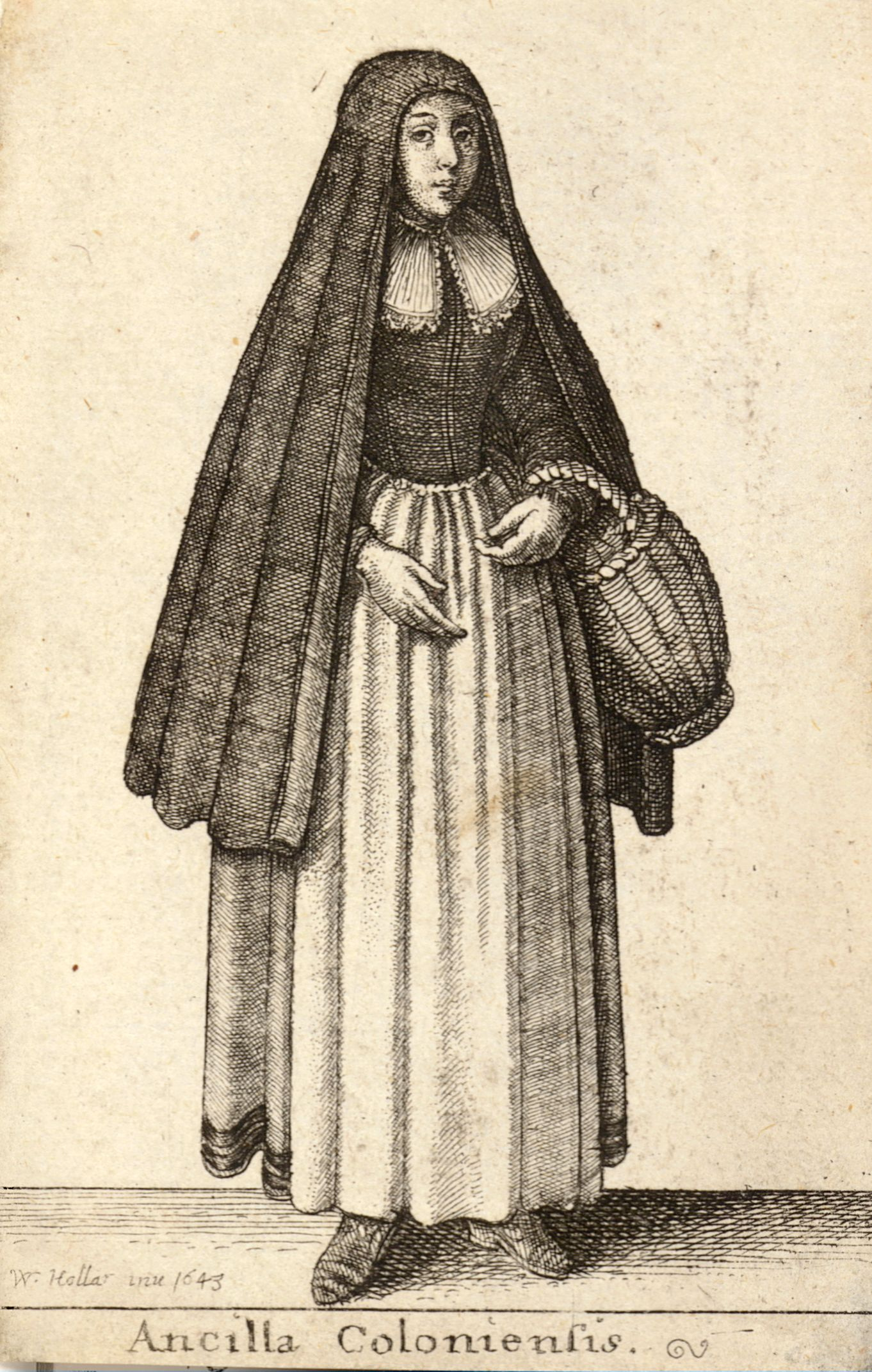
Eine einfache Heuke für Frauen. Eine Kölner Magd (Ancilla Coloniensis)
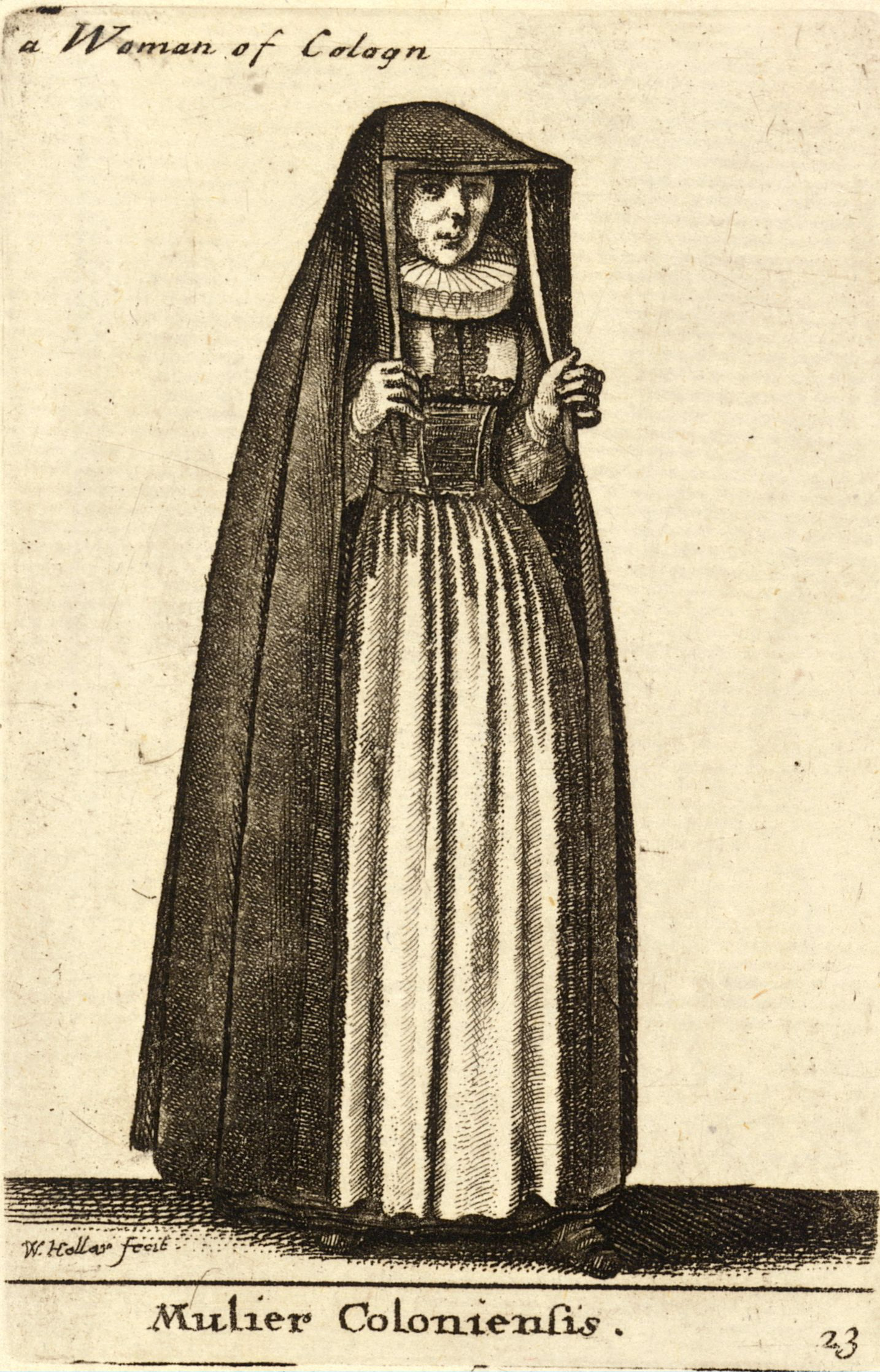
Eine Heuke mit Drahtgestell am Kopf. Kölnerin (Mulier Coloniensis)
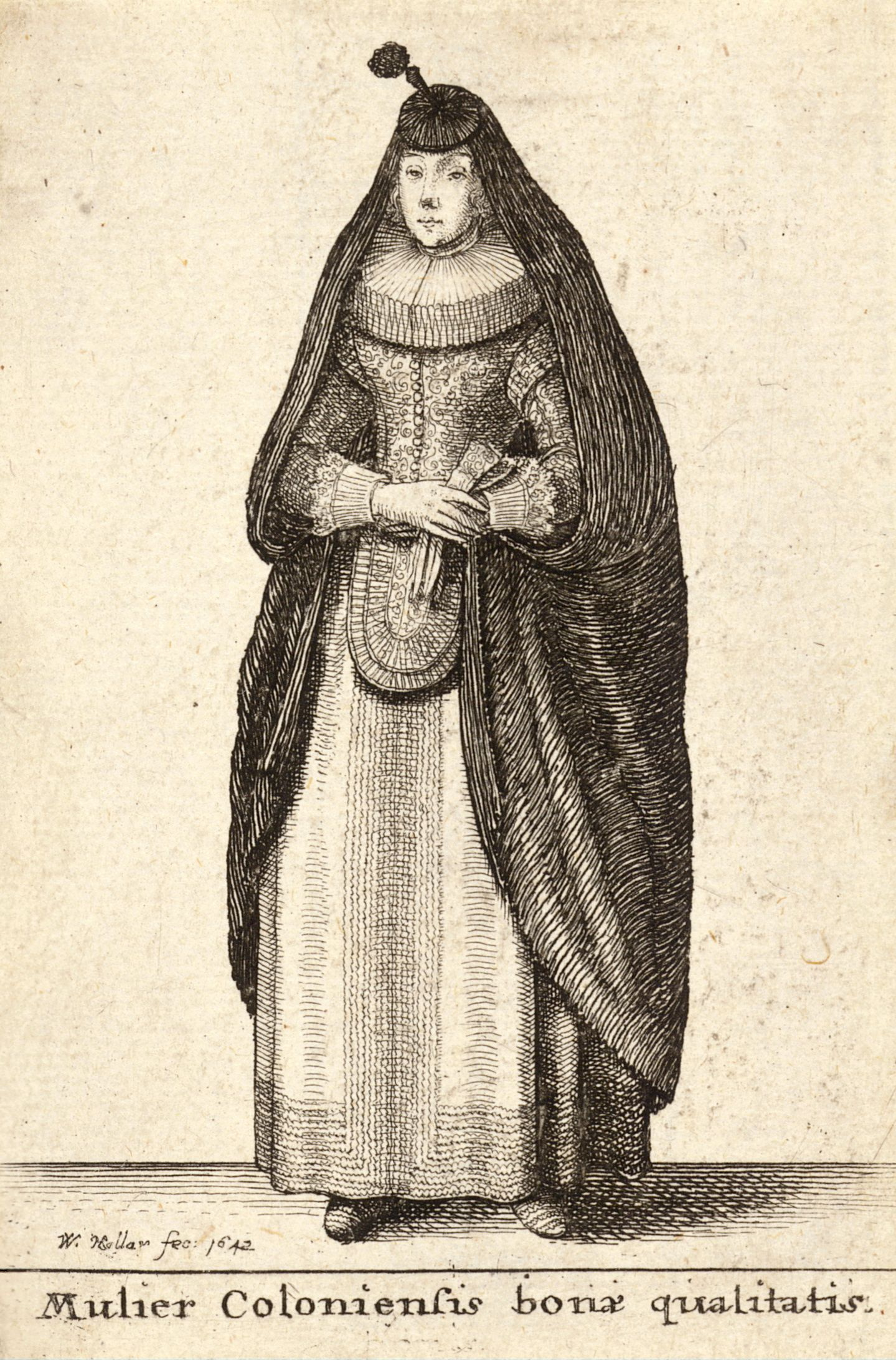
Dame mit einer typischen Tipheuke. Vornehme Kölner Bürgerin (Mulier Coloniensis bonae qualitatis)